# Lomographa lidjanga
Lomographa lidjanga là một loài bướm đêm trong họ Geometridae.